# Морит
Морит (рос. морит; англ. mohrite; нім. Mohrit m) — мінерал, кінцевий залізистий член ізоморфного ряду «морит — бусенгоїт».

## Загальний опис
Хімічна формула: (NH4)2 Fe(SO4)2·6H2O.
Склад у % (з софіоні Травале, Італія): (NH4)2O — 13,13; FeO — 17,49; SO3 — 41,05; H2O — 27,10.
Домішки: MgO (0,56); MnO (0,11); нерозч. залишок (0,16).
Сингонія моноклінна.
Утворює кірочки, складені дрібними кристаликами.
Спайність досконала.
Густина 1,86.
Безбарвний або блідо-зелений.
Виявлений у складі музейних зразків мінералів з софіоні Травале у Тоскані (долина Чечина, Італія).
За прізвищем німецького хіміка Карла Фрідріх Мора), C.L.Garavelli, 1964.